# Favorinus vitreus
Favorinus vitreus is een slakkensoort uit de familie van de Facelinidae. De wetenschappelijke naam van de soort is voor het eerst geldig gepubliceerd in 1982 door Ortea.